# Los Navalmorales
Los Navalmorales é um município da Espanha na província de Toledo, comunidade autónoma de Castilla-La Mancha, de área 105 km² com população de 2636 habitantes (2006) e densidade populacional de 25,87 hab/km².

## Demografia
| Variação demográfica do município entre 1991 e 2004 | Variação demográfica do município entre 1991 e 2004 | Variação demográfica do município entre 1991 e 2004 | Variação demográfica do município entre 1991 e 2004 |
| --------------------------------------------------- | --------------------------------------------------- | --------------------------------------------------- | --------------------------------------------------- |
| 1991                                                | 1996                                                | 2001                                                | 2004                                                |
| 2753                                                | 2679                                                | 2654                                                | 2720                                                |